# 5658 Clausbaader
5658 Clausbaader è un asteroide della fascia principale. Scoperto nel 1950, presenta un'orbita caratterizzata da un semiasse maggiore pari a 2,7543820 au e da un'eccentricità di 0,0537059, inclinata di 2,80192° rispetto all'eclittica.
L'asteroide è dedicato al tedesco Claus Baader, costruttore di telescopi.